# 長谷川勇基
長谷川 勇基（はせがわ ゆうき、1992年10月5日 - ）は、日本の車いすラグビー選手。ソシエテ・ジェネラル証券株式会社/BLITZ所属。2024年パリパラリンピックで金メダルを獲得した。

## 略歴
広島水球クラブ出身で、広島城北中学・高等学校卒業。 
小学5年生から在籍し、中学３年生の時に全国大会出場。 
高校3年生の時、転倒でけい椎を損傷し、両手や両足に障害がある。20歳から競技を始めた。
2021年、東京2020パラリンピック競技大会日本代表推薦選手に選出、銅メダル獲得
2024年、パリパラリンピックに出場し、全戦全勝で日本初の金メダルを獲得。同年、紫綬褒章受章。